# Фиш-Крик/Лакомб (Си-Трейн)
«Фиш Крик — Лакомб» (англ. Fish Creek-Lacombe) — станция на южной линии (маршрут 201) системы легкорельсового транспорта Си-Трейна в Калгари, провинция Альберта Канады. Расположена только на правой стороне легкорельсового транспорта (рядом с CPR ROW) в 14,2 км к югу от City Hall Interlocking, к западу от MacLeod Trail и на север от James McKevitt Road.
Она была одной из двух станций, открытых 9 октября 2001 года как часть первой фазы продления южной ветки легкорельсового транспорта. По 27 июня 2004 этой станцией оканчивалась южная ветка. При разработке станции учитывался дизайн бывшей железнодорожной станции Midnapore, которая бралась за действующий образец как часть транзитной системы легкорельсового транспорта Калгари и в настоящее время является единственной станцией, построенной таким образом.
Станция обслуживает Fish Creek Provincial Park, университетский колледж св. Мэри, а также пригороды Midnapore, Shawnee Slopes и Millrise. У станции имеет платформа центральной погрузки со свободным доступом с обоих концов. Северный край платформы соединяется билетным павильоном и автобусной остановкой. Южный край платформы соединён с парковкой, а также пешеходной эстакадой, обеспечивающей доступ к университетскому колледжу св. Мэри и Fish Creek Provincial Park. Здесь же есть крупная парковка на 1130 машино-мест.
Платформа станции была построена длиной в 3 вагона с возможностью несложного расширения до длины 4-х вагонов, что может потребоваться в будущем. 16 июля 2012 года начались работы по расширению южного направления платформы, а новая платформа и пересечение путей завершено 15 декабря 2012 года.
По постоянию на 2005 год зарегистрированный средний пассажиропоток составлял 6200 пассажиров в будний день, к 2007 году поток увеличился до 7600 пассажиров в будний день.